# Piliński
Piliński (Pyliński) – polski herb szlachecki odmiana herbu Bełty.

## Opis herbu
Opis zgodnie z klasycznymi regułami blazonowania:
W polu czerwonym na niej dwie strzały w krzyż skośny, srebrne, na nich takaż strzała. Klejnot: trzy pióra strusie.

## Herbowni
Piliński - Pyliński, Puliński.